# Серковицкий сельсовет
Серковицкий сельсовет (бел. Серкавіцкі сельсавет) — административная единица на территории Толочинского района Витебской области Белоруссии. Административный центр — агрогородок Серковицы.

## История
Образован 20 августа 1924 года как Абидовский сельсовет в составе Толочинского района Оршанского округа БССР. Центр-деревня Абидовка. 21 августа 1925 года центр сельсовета перенесён в деревню Рыдомля, сельсовет переименован в Рыдомльский сельсовет. После упразднения окружной системы 26 июля 1930 года в Толочинском районе БССР, с 20 февраля 1938 года — Витебской области. 16 июля 1954 года упразднён, территория присоединена к Волосовскому сельсовету. 15 октября 1960 года образован вновь как Рыдомльский сельсовет в Толочинском районе Витебской области БССР путём объединения упразднённых Анелинского и Неклюдовского сельсоветов с центром в деревне Серковицы, в состав Озерецкого сельсовета переданы 8 населённых пунктов (Анелино, Будьки, Бушмин, Романовка, Узгои, Усвейка Красинская, Ходотова и Шепетова), взамен в состав сельсовета из Озерецкого сельсовета передана деревня Старинка.
2 февраля 1982 года сельсовет переименован в Серковицкий.
27 июня 2008 года упразднены деревни Будьки и Городище.
10 октября 2013 года в состав сельсовета из Толочинского сельсовета переданы 5 населённых пунктов (деревни Новое Соколино, Старое Соколино, Шмидельщина, Яськовщина и посёлок Усвиж-Бук).
21 января 2023 года упразднена деревня Зыбалы.

## Состав
Серковицкий сельсовет включает 25 населённых пунктов:
- Анелино — деревня
- Бушмин — деревня
- Бызово — деревня
- Дубовое — деревня
- Замошье — деревня
- Заполье — деревня
- Курчевская Усвейка — деревня
- Лавреновичи — деревня
- Монастырь — деревня
- Неклюдово — деревня
- Новое Соколино — деревня
- Прусиничи — деревня
- Пуколово — деревня
- Ревятичи — деревня
- Романовка — деревня
- Рыдомля — деревня
- Серковицы — агрогородок
- Старое Соколино — деревня
- Узгои — деревня
- Узносное — деревня
- Усвиж-Бук — посёлок
- Шепетово — деревня
- Шмидельщина — деревня
- Яново — деревня
- Яськовщина — деревня

## Известные уроженцы
- Журавский, Аркадий Иосифович (1924—2009) — белорусский советский языковед, член-корреспондент НАН Беларуси, доктор филологических наук, профессор. Заслуженный деятель науки БССР.